# Góry Śnieżne (Indonezja)
Góry Śnieżne (indonez. Pegunungan Maoke) – najwyższe pasmo Gór Centralnych, pochodzenia wulkanicznego, położone na wyspie Nowa Gwinea.
Najwyższe góry Australii i Oceanii. Przebiegają równoleżnikowo przez środek indonezyjskich prowincji Papua Środkowa i Papua Górska. Długość pasma wynosi około 700 kilometrów.  
Góry dzielą się na dwa mniejsze pasma: zachodnie Sudirman (najwyższy szczyt Puncak Jaya – 4884 m n.p.m.) i wschodnie Jayawijaya (najwyższe szczyty Puncak Mandala – 4760 m n.p.m., Puncak Trikora – 4750 m n.p.m.). 
Górna granica lasu znajduje się na wysokości 3700 m; linia wiecznego śniegu na wysokości 4400 m. Znajdują się tutaj źródła większości rzek indonezyjskich prowincji Nowej Gwinei.
Góry bogate w rudy metali. Znajduje się tu największa na świecie kopalnia złota – Grasberg.